# Ackusativ
Ackusativ är i grammatiken det kasus som anger verbets direkta objekt (ackusativobjekt) i en sats. 
Direkt objekt markeras inte i modern standardsvenska annat än i vissa pronomen, till exempel ”mig” och ”dig”. Bland de språk som begagnar sig av olika markeringar för ackusativ finns fornsvenska, urindoeuropeiska, latin, esperanto, sanskrit, grekiska, tyska, ryska, ungerska, finska och arabiska. Markeringen kan uttryckas med hjälp av böjda artiklar eller genom ändelser hos det flekterade ordet självt.
I språkliga varieteter med starkt reducerat kasussystem (till exempel de flesta fastlandsskandinaviska språkliga varieteter, och romanska, engelska och nederländska språkliga varieteter) är substantivens nuvarande grundform ofta den gamla ackusativformen (ackusativism). Ord som standarditalienska ”notte” (natt) och standardsvenska ”fisk” är ursprungligen ackusativ; nominativerna var ”nox” och ”fisker”.

## Ackusativ i svenskan
I dagens standardsvenska märker vi inte längre av olika kasus så mycket. De personliga pronomenen mig och dig var ursprungligen ackusativformerna av "jag" och "du", även om de sedan mycket länge även har använts som indirekt objekt och prepositionsobjekt. Däremot var pronomenen "honom" och "henne" i stället ursprungligen dativformer, medan motsvarande ackusativformer var "han" (identisk med nominativen) respektive "hana". Än i dag finns hos många standardsvensktalande fri variation mellan "han" och "honom" i ställning som direkt objekt i spontant talspråk, som till exempel "jag såg han" (vilket var det enda korrekta i fornsvenskan) istället för "jag såg honom" (vilket anses vara det enda korrekta idag i skriven och formell talad standardsvenska). Ännu mer talspråkliga eller dialektala är kortformerna "n" (han) och "na" (hana), som i t.ex. "jag såg 'n" eller "jag såg 'na", vilka direkt härstammar från de gamla ackusativformerna. 
Till detta kommer ackusativformer av adjektiv i vissa gamla stelnade uttryck, men de är färre än antalet uttryck med dativformer. Exempel på detta är "i ljus-an låga", "i hög-an sky", "i god-an ro", "ana arg-an list", "i rätt-an tid" och "för all-an del". Även orden "våran" och "eran", som numera anses mycket talspråkliga, var ursprungligen ackusativformerna av de possessiva pronomina "vår" och "er". Dessutom finns det ordpar, där både den gamla nominativformen (med ändelsen -e) och den gamla ackusativformen (med ändelsen -a) lever vidare i språket, fast ofta med något olika betydelser: ande/anda, flotte/flotta, grädde/grädda, mosse/mossa, timme/timma, ände/ända.
I vätömålet i Roslagen gjordes förr distinktion mellan nominativ och ackusativ hos vissa substantiv betecknande levande varelser, t.ex. mansnamnet Ante (nominativ), men ackusativ Antâ och nominativ stintâ ’flicka’, men ackusativ stintå.

## Ackusativändelser i olika språk
- Finska: -n, -t
- Fornsvenska: -er, -an, -u, -o
- Latin: -am, -as, -um, -os, -em, -es, -us, -m
- Esperanto -n
- Litauiska: -ą, -į, -ę, -ią, -ų, -ių, -enį, -erį; -as, -es, -ias, -us, -ius, -is
- Persiska: rá (i skriftspråket partikel), -o, -ro (i talspråket ändelse; -ro efter ord som slutar på vokal)
- Ryska: -o, -ё, -e, -y, -ю; -ы, -и, -a, -я, -oв, -ёв, -eв, -eй (fonologiskt: -0, -o, -u; -i, -a, -ov, -ej)
- Ungerska: -t, -ot, -et, -öt

I latin är ackusativ av neutrala ord alltid identisk med nominativen. Alla slut som därmed kan förekomma på ackusativobjekt är inte listade. I ryskan är ackusativen av maskulina och neutrala substantiv alltid identiska med genitiven om de är animata substantiv, det vill säga sådana som betecknar levande varelser, och identiska med nominativen om de är inanimata substantiv, det vill säga övriga, "obesjälade" sådana. Detta gäller även de feminina substantivens pluralformer, men i femininum singularis finns särskilda ackusativformer.